# Альтфрісак

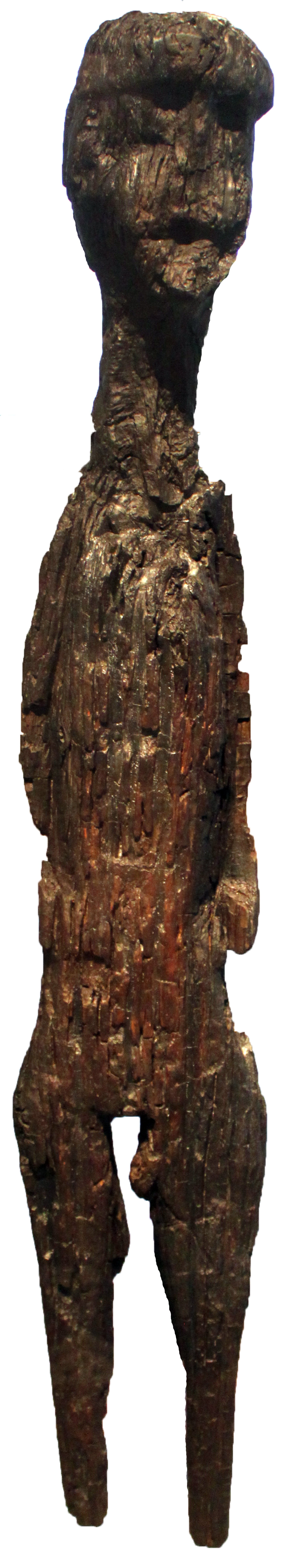
Фігура людини з Альтфрісака (Новий музей, Берлін)

Альтфрісак (нім. Altfriesack) — давнє слов'янське укріплене поселення, розташоване в громаді Фербеллін (Бранденбург), північніше від Берліна.
Городище знаходилось на територіях, заселених велетським племенем земчичів. Являло собою осередок місцевої територіальної спільноти типу «ополе». Поселення не згадується в жодних писемних джерелах. В процесі земельних робіт, що проводилися протягом 1845—1850, залишки городища були частково знищені. У 1968 на його території були проведені археологічні та палінологічні дослідження.
Поселення колоподібної форми, середня висота споруд у якому складала приблизно 70 м, виникло на рубежі VII та VIII століть. Проіснувало до XI століття. У X столітті біля його підніжжя виникли розлогі околиці, на території яких знайдено численні фрагменти глиняного посуду, жернова, обтяжувачі для риболовецьких сіток та залізна пряжка. У VIII та IX століттях по сусідству з городищем виникло кілька відкритих поселень. Більшість із них була спустошена у X столітті, однак частина їх проіснувала до кінця XII століття.
У 1857 на відстані близько 40 м на південний схід від городища на глибині 1,2 м знайдено культову фігуру — імовірно, слов'янську. Фігура виконана з дубового дерева, має висоту 162 см. Радіовуглецеве датування дозволило встановити час її створення — це приблизно VI-VII століття, хоча щодо цього залишаються питання. Знайдена фігура являє собою чоловічу постать з головою на довгій шиї та короткими ногами; руки опущені вздовж тулуба. На культовий характер фігури вказує отвір, де мав бути фаллос. Фігура зберігається в державному Новому музеї (Берлін).